# Aspectos de Venus

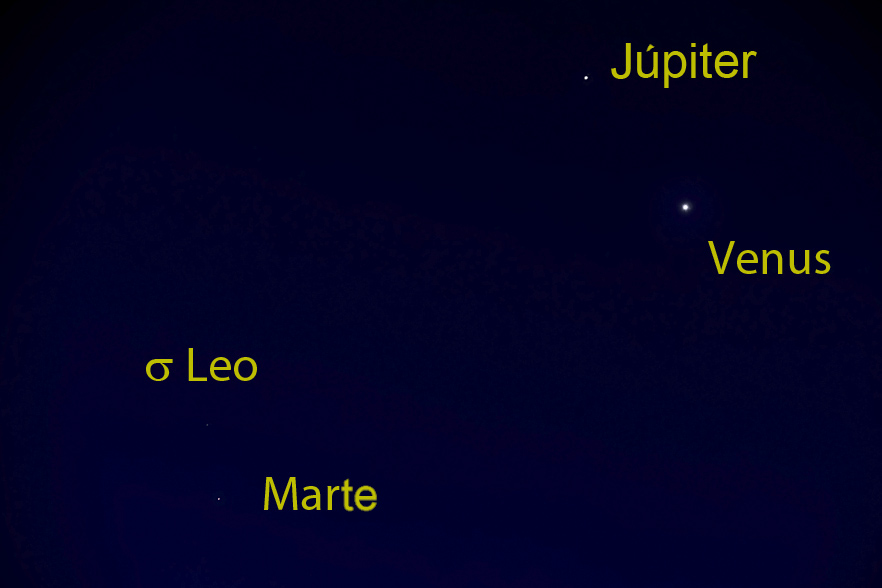
Venus el 26 de octubre de 2015 en su máxima elongación oeste en la constelación de Leo, cerca de Júpiter y Marte. Magnitudes: Venus: -4,5 mag; Júpiter: -1,8 mag; Marte: +1,8 mag; Leo: +4,1 mag.

En astrología, un aspecto es el ángulo que forma un planeta con otro planeta o punto de interés astrológico. Al ser el segundo objeto más brillante del cielo nocturno después de la Luna, a menudo prominente durante la mañana o la tarde, los aspectos de Venus son fácilmente observables a simple vista. Estos aspectos fueron de importancia histórica en el desarrollo de la teoría geocéntrica y, en última instancia, del modelo de la teoría heliocéntrica del sistema solar.

## Aspectos del planeta Venus
La tabla contiene las posiciones especiales de Venus hasta 2021. En general, Venus (y también Mercurio) se considera una "estrella vespertina" cuando tiene una elongación oriental respecto al Sol, y una "estrella matutina" cuando tiene una elongación occidental.
| Máxima elongación oriental     | Máxima brillantez        | Estacionario, luego retrógrado | Conjunción inferior   | Estacionario, luego prógrado | Máxima brillantez        | Máxima elongación occidental  | Conjunción superior   |
| ------------------------------ | ------------------------ | ------------------------------ | --------------------- | ---------------------------- | ------------------------ | ----------------------------- | --------------------- |
| 29 de marzo de 2004 - 46°      | 3 de mayo de 2004        | 18 de mayo de 2004             | 8 de junio de 2004    | 29 de junio de 2004          | 13 de julio de 2004      | 17 de agosto de 2004 - 45,8°  | 31 de marzo de 2005   |
| 3 de noviembre de 2005 - 47,1° | 12 de diciembre de 2005  | 23 de diciembre de 2005        | 13 de enero de 2006   | 3 de febrero de 2006         | 17 de febrero de 2006    | 25 de marzo de 2006 - 46.5°   | 27 de octubre de 2006 |
| 9 de junio de 2007 - 45.4°     | 14 de julio de 2007      | 25 de julio de 2007            | 18 de agosto de 2007  | 7 de septiembre de 2007      | 23 de septiembre de 2007 | 28 de octubre de 2007 - 46.5° | 9 de junio de 2008    |
| 14 de enero de 2009 - 47.1°    | 20 de febrero de 2009    | 5 de marzo de 2009             | 27 de marzo de 2009   | 15 de abril de 2009          | 29 de abril de 2009      | 5 de junio de 2009 - 45.9°    | 11 de enero de 2010   |
| 20 de agosto de 2010 - 46°     | 27 de septiembre de 2010 | 7 de octubre de 2010           | 29 de octubre de 2010 | 16 de noviembre de 2010      | 2 de diciembre de 2010   | 8 de enero de 2011 - 47°      | 16 de agosto de 2011  |
| 27 de marzo de 2012 - 46°      | 30 de abril de 2012      | 15 de mayo de 2012             | 6 de junio de 2012    | 27 de junio de 2012          | 10 de julio de 2012      | 15 de agosto de 2012 - 45.8°  | 28 de marzo de 2013   |
| 1 de noviembre de 2013 - 47.1° | 10 de diciembre de 2013  | 20 de diciembre de 2013        | 11 de enero de 2014   | 31 de enero de 2014          | 11 de febrero de 2014    | 22 de marzo de 2014 - 46.6°   | 25 de octubre de 2014 |
| 6 de junio de 2015 - 45.4°     | 12 de julio de 2015      | 23 de julio de 2015            | 15 de agosto de 2015  | 5 de septiembre de 2015      | 20 de septiembre de 2015 | 26 de octubre de 2015 - 46.4° | 6 de junio de 2016    |
| 12 de enero de 2017 - 47.1°    | 18 de febrero de 2017    | 2 de marzo de 2017             | 25 de marzo de 2017   | 12 de abril de 2017          | 26 de abril de 2017      | 3 de junio de 2017 - 45.9°    | 9 de enero de 2018    |
| 17 de agosto de 2018 - 45.9°   | 25 de septiembre de 2018 | 5 de octubre de 2018           | 26 de octubre de 2018 | 24 de noviembre de 2018      | 30 de noviembre de 2018  | 6 de enero de 2019 - 47°      | 14 de agosto de 2019  |
| 24 de marzo de 2020 - 46.1°    | 28 de abril de 2020      | 13 de mayo de 2020             | 3 de junio de 2020    | 24 de junio de 2020          | 8 de julio de 2020       | 13 de agosto de 2020 - 45.8°  | 26 de marzo de 2021   |

Nota: La "máxima brillantez" se confunde a menudo con el "brillo máximo". Aunque están relacionados, no son exactamente lo mismo. La "máxima brillantez" es en realidad un máximo geométrico: se produce cuando el área aparente de la parte iluminada por el Sol de Venus es máxima. Solo si la luminancia de la superficie aparente de Venus fuera constante (es decir, el mismo en cada punto y en cada fase), la "máxima brillantez" de Venus coincidiría con su "brillo máximo". Sin embargo, la reflexión de la luz solar en Venus sigue más de cerca la ley de Lambert, lo que significa que el "brillo máximo" se produce en una fase de Venus ligeramente mayor que su "máxima brillantez".